# جاروک
جاروک، روستایی از توابع بخش کورین شهرستان زاهدان در استان سیستان و بلوچستان ایران است.

## جمعیت
این روستا در دهستان شورو قرار دارد و براساس سرشماری مرکز آمار ایران در سال ۱۳۸۵، جمعیت آن ۶۳ نفر (۱۲خانوار) بوده‌است.